# いしかわまるごと応援団! VIVAすぽると
『石川まるごと応援団 VIVA!すぽると』は2020年1月4日から2021年3月27日までMROラジオで放送されていたラジオ番組。

## 番組概要
2019年12月末を以て諸般の事情で終了した『達洋・まさひこのアディショナルタイム』に代わって2020年1月から始まった新番組。『～アディショナルタイム』はJリーグ ツエーゲン金沢に特化した番組構成だったが、本番組は石川県内のプロアマ問わずあらゆるスポーツやそれを支える人たちを応援するスポーツプログラムにリニューアルする形になった。

## 番組の終焉
2021年3月20日のエンディングで2021年3月27日を以て終了となることが発表された。これにより『達洋・まさひこのアディショナルタイム』時代から続いてきた週末ツエーゲン金沢応援番組シリーズは8年の歴史を以て終了となった。今後ツエーゲン金沢応援番組としては4月2日放送開始の『ツエーゲン金沢 全力応援! ウシサカ!』が実質的な後継番組となる。

## 出演者
- 大平まさひこ（応援団長）[注 1]
- 入江美寿々（チアリーダー、当時MROアナウンサー）[注 2]

## 放送時間
- 毎週土曜日 12:10 - 12:40
- 2021年1月2日放送分は東京箱根間往復大学駅伝競走実況中継（文化放送制作）放送のため、2時間繰り下げて14:10 -14:40の枠で放送。

## 主なコーナー
VIVA!すぽるとライト
石川県内で活躍するアスリートやそれを支える裏方に焦点を当て根掘り葉掘り聞くコーナー。『～アディショナルタイム』時代に放送されていた「ツエーゲンさんいらっしゃい」代わる事実上の後継企画で、本番組のメイン企画になる。コーナー開始時に『ザ・ベストテン』のランキング発表時にアーティストが「ミラーゲート」からスタジオに入る際に使用されていた音源が流れる。一部の競技及びゲスト起用は当コーナー開始前に事実上のスピンオフ版として2019年12月31日に22:00から放送された特別番組『ワカイチカラはイシカワカラ』から引き継がれている。
VIVA!すぽ掲示板
石川県内のプロアマ問わずスポーツ開催情報を告知。

## 放送リスト
太文字は電話出演。
| 1  | 1月4日   | 杉木陽介・渡邊一城          | ヴィンセドール白山(フットサル)コーチ・選手                                                                              |
| 2  | 1月11日  | 杉木陽介・渡邊一城          | ヴィンセドール白山(フットサル)コーチ・選手                                                                              |
| 3  | 1月18日  | 冨岡大地                    | 金沢武士団(Bリーグ) |
| 4  | 1月25日  | 中野元                      | 金城大学看護学部助教授(テコンドー全日本選手権3連覇)                                                                     |
| 5  | 2月1日   | 東俊介                      | 東京ヴェルディハンドボールチームGM(元ハンドボール日本代表キャプテン・金沢市立工業高等学校OB)                            |
| 6  | 2月8日   | 上田聖・小島辰也            | キャノンイーグルス(ラグビートップリーグ)・石川県立金沢西高等学校ラグビー部OB                                            |
| 7  | 2月15日  | 梶鈴菜・北島大翔            | 石川県立いしかわ特別支援学校生徒(ボッチャ)                                                                              |
| 8  | 2月22日  | -                           | ツエーゲン金沢開幕特集                                                                                                  |
| 9  | 2月29日  | 浅田雅子                    | ソウルオリンピック 高飛び込み元日本代表                                                                                 |
| 10 | 3月7日   | -                           | 北國銀行ハニービー(日本ハンドボールリーグ)特集                                                                          |
| 11 | 3月14日  | 高橋一隆                    | ツエーゲン金沢トレーニングコーチ                                                                                        |
| 12 | 3月21日  | 端保聡・田口竜二            | 石川ミリオンスターズ(ルートインBCリーグ)代表取締役社長・監督                                                            |
| 13 | 3月28日  | 太田雄貴                    | 北京・ロンドンオリンピック フェンシング日本代表銀メダリスト                                                             |
| 14 | 4月4日   | 中野元                      | [ 注 5 ] |
| 15 | 4月11日  | 大野克・菅原健多朗          | ヴィンセドール白山 |
| 16 | 4月18日  | 辻尾真二                    | ツエーゲン金沢クラブアンバサダー                                                                                        |
| 17 | 4月25日  | 橋本晃司                    | いわてグルージャ盛岡(星稜高校サッカー部OB)                                                                              |
| 18 | 5月2日   | 米澤脩斗                    | ブレイクダンサー（内灘町立内灘中学校OB）                                                                                |
| 19 | 5月9日   | 本保宏晃                    | 加圧インストラクター |
| 20 | 5月16日  | 市村修平                    | バスプロアングラー |
| 21 | 5月23日  | 東俊介                      | |
| 22 | 5月30日  | 田代祐平                    | ツエーゲン金沢クラブアンバサダー（星稜高校・金沢星稜大学サッカー部OB）                                                  |
| 23 | 6月6日   | 浦映月                      | 金沢市立工業高校生徒(水球)                                                                                              |
| 24 | 6月13日  | 中野由茉                    | ツエーゲン金沢クラブ職員(通称『グッズ担当の女』)                                                                        |
| 25 | 6月20日  | 宇野陽介/ 大野哲            | BMX(バイシクルモトクロス)/ツエーゲン金沢サポーター集団『Z-BLITZ』コールリーダー                                         |
| 26 | 6月27日  | 西川圭史                    | ツエーゲン金沢ゼネラルマネージャー                                                                                      |
| 27 | 7月4日   | 端保聡・田口竜二            | |
| 28 | 7月11日  | 平田展也・井関晃            | クレー射撃 |
| 29 | 7月18日  | 加藤有視                    | ツエーゲン金沢クラブ職員                                                                                                |
| 30 | 7月25日  | 杉木陽介・大野克            | |
| 31 | 8月1日   | 藤田雅行・藤田琉樺          | 格闘技ジム『LA GYM JAPAN』会長・アマチュア打撃格闘技(キックボクシング)4連覇                                             |
| 32 | 8月8日   | 香城洋平                    | ツエーゲン金沢トレーナー(白山市立松陽小学校・白山市立笠間中学校OB)                                                      |
| 33 | 8月15日  | 中山真太郎                  | 水上オートバイ |
| 34 | 8月22日  | 竹田太志・滝田歩夢          | 株式会社『C8LINK』代表取締役・eスポーラー                                                                               |
| 35 | 8月29日  | 富田俊樹/坂下麻衣子         | ヤマハ発動機(モトクロス)(金沢市立高尾台中学校OB)/PFUブルーキャッツ(Vリーグ)コーチ                                       |
| 36 | 9月5日   | 吉村裕・大野篤貴            | 空手道場『武奨館』館長・極真空手                                                                                        |
| 37 | 9月12日  | 辻尾真二                    | |
| 38 | 9月19日  | 小嶋敬二                    | 競輪 |
| 39 | 9月26日  | 井手勇次                    | 『PLO1ST AKADEMY』代表・解説者(元金沢武士団選手)                                                                        |
| 40 | 10月3日  | 端保聡・田口竜二            | |
| 41 | 10月10日 | 灰田さち                    | ツエーゲン金沢クラブ職員                                                                                                |
| 42 | 10月17日 | 廣庭輝/山田圭一             | 『一般社団法人金沢スポーツアカデミー』/『石川県障害者スポーツ協会』                                                     |
| 43 | 10月24日 | 永村八一・中嶋亮人          | ヴィンセドール白山 |
| 44 | 10月31日 | 杉浦杏奈/太田康介           | 『アスリートフードマイスター』(ツエーゲン金沢杉浦恭平夫人)/ラインメール青森FC(JFL)                                      |
| 45 | 11月7日  | 三井梨花・辰巳未来春        | ほくりくアイドル部 |
| 46 | 11月14日 | 荷川取義浩・大山真奈        | 北國銀行ハニービー監督・選手                                                                                            |
| 47 | 11月21日 | 城下歩/波多陽祐             | 金沢ベストブラザーズ(石川県障害者スポーツ協会)選手兼監督(電動車椅子サッカー)/『株式会社SSプロダクト代表』(忍者ナイン)   |
| 48 | 11月28日 | 田代祐平・辻尾真二          | |
| 49 | 12月5日  | 東出壮太/高野徳人・清水佳彦 | 北陸大学サッカー部(2021年度ロアッソ熊本入団内定)/石川県綱引き連盟事務局長・金沢レスキュー隊(金沢市消防局特別救助隊)監督 |
| 50 | 12月12日 | 小寺裕介                    | 『一般社団法人 ZETHREE.EXE』(3x3 スリーエックススリー)                                                                  |
| 51 | 12月19日 | 中野元                      | |
| 52 | 12月26日 | 近藤俊太郎                  | 石川ミリオンスターズ投手(石川県立野々市明倫高等学校・金沢星稜大学野球部OB)                                              |

| 53 | 1月2日  | 富田俊樹/松井拡樹           | -/石川県立鶴来高等学校柔道部生徒(大相撲時津風部屋入門内定)                                                 |
| 54 | 1月9日  | 本多宏晃/中島一馨           | -/重量挙げ(石川県立飯田高等学校OG)                                                                         |
| 55 | 1月16日 | 城下歩                      | |
| 56 | 1月23日 | 服部祐奈・森田果歩          | 北陸大学女子サッカー部                                                                                     |
| 57 | 1月30日 | 杉木陽介・永田周也          | ヴィンセドール白山                                                                                         |
| 58 | 2月6日  | 渡辺小春                    | 極真空手                                                                                                   |
| 59 | 2月13日 | 田中哲/Mariko               | 理学療法士/金沢武士団チアリーダー                                                                          |
| 60 | 2月20日 | 舘あかり/津田伊万           | 白山市立松任中学校生徒(カポエイラ)/金沢市立金石中学校生徒(陸上)                                            |
| 61 | 2月27日 | 諸星健・元尾朋子/津田健太朗 | 石川県カーリング普及委員会事務局長・名誉理事/ソチオリンピック ハーフパイプ日本代表(石川県立宝達高等学校OB) |
| 62 | 3月6日  | 香城洋平                    | |
| 63 | 3月13日 | 田口竜二・後藤光尊          | -/石川ミリオンスターズ走塁コーチ                                                                           |
| 64 | 3月20日 | 田中哲                      | |
| 65 | 3月27日 | 辻尾真二                    | |